# Johanna Umurungi
Johanna Umurungi (sinh ngày 7 tháng 4 năm 1996 tại Torino, Ý) là một vận động viên bơi lội người Rwanda, chuyên về loài bướm 50 mét và bướm 100 mét. Umurungi là vận động viên bơi lội nữ duy nhất đại diện cho Rwanda tại Thế vận hội mùa hè 2016 ở Rio de Janeiro, nơi cô thi đấu ở môn bướm 100 mét. Cô cũng đã tham dự ba giải vô địch thế giới và một giải vô địch khóa học ngắn hạn thế giới.

## Cuộc thi
Umurungi ra mắt tại một cuộc thi bơi quốc tế là tại Giải vô địch thể thao dưới nước thế giới 2011, nơi cô thi đấu ở môn bướm 50 mét. Cô đã hoàn thành thứ tư trong sức nóng của mình trong thời gian 32,68 giây. Thời gian của cô là lần thứ 45 nhanh nhất trong số 51 vận động viên. Cô chậm hơn 5,85 giây so với vận động viên chậm nhất để tiến vào vòng bán kết và do đó cô đã bị loại khỏi cuộc thi. Tại Giải vô địch thể thao dưới nước thế giới 2013, Umurungi đã thi đấu ở cả hai nội dung bướm 50 mét và 100 mét. Trong sự kiện 50 mét, cô đã bơi trong khoảng thời gian 32,35 giây trong vòng nhiệt, là thời gian nhanh thứ 56 trong số 60 người bơi. Cô không tiến vào vòng bán kết. Trong sự kiện bướm 100 mét, thời gian của cô là một phút và 10,41 giây là lần bơi nhanh thứ 50 trong số 53 người bơi và cô không tiến vào bán kết. Các 2014 Khóa học ngắn vô địch thế giới lần đầu tiên được Umurungi của Thế giới ngắn vô địch khóa học và cô ấy thi đấu ở cả nội dung 50 mét và 100 mét bướm. Cô đã hoàn thành tổng thể thứ 75 trong cuộc đua 50 mét; với thời gian 32,54 giây; và thứ 61 tổng thể trong cuộc đua 100 mét; với thời gian một phút và 9,20 giây. Tại Giải vô địch thể thao dưới nước thế giới 2015, Umurungi chỉ thi đấu ở nội dung 100 mét bướm. Cô đã bơi trong một phút và 13,14 giây trong lượt thi của mình và không tiến vào vòng bán kết.

### Thế vận hội mùa hè 2016
Umurungi là vận động viên bơi lội nữ duy nhất đại diện cho Rwanda tại Thế vận hội mùa hè 2016. Cô và nam vận động viên bơi lội Eloi Imaniraguha đã được chọn để đại diện cho Rwanda sau khi Ủy ban Olympic quốc tế gửi thư mời đến nước này để gửi hai người bơi; mặt khác, các vận động viên Rwandan trong thể loại này thường không đủ điều kiện thông qua quá trình trình độ thông thường. Umurungi thi đấu ở bướm 100 mét. Cô được xếp vào lượt một, với bốn vận động viên khác cùng với Umurungi. Trước cuộc đua, cô nói với tờ The New Times, "Tôi đã tập luyện cả năm với huấn luyện viên của mình, mặc dù điều đó thật khó khăn vì không dễ để học và chơi thể thao cùng một lúc, tôi muốn làm hết sức mình". Trong cuộc đua vào ngày 6 tháng 8 năm 2016, Umurungi đã bơi một thời gian một phút và 11,92 giây. Thời gian của Umurungi là chậm thứ hai trong số 44 vận động viên hoàn thành, với Umurungi chỉ nhanh hơn vận động viên Qatar Nada Arkaji, người bơi chậm hơn khoảng bảy giây so với Umurungi. Thời gian của Umurungi chậm hơn 13,17 giây so với vận động viên chậm nhất để tiến vào vòng tiếp theo và do đó, cô đã bị loại.